# Hush Hush (Alexis Jordan)
Hush Hush è un brano musicale della cantante statunitense Alexis Jordan, estratto il 10 giugno 2011 come terzo secondo singolo dal suo album di debutto eponimo. Hush Hush è stata scritta da Autumn Rowe, Petr Brdicko, StarGate e Sandy Vee e prodotta da Stargate e Sandy Vee.
Alexis ha spiegato la canzone su Digital Spy con queste parole: "Ciò che amo di questa canzone è che ha un ritmo dance irresistibile. Non puoi non ballare sentendolo! È anche fiera e festosa in modo positivo." Parlando delle registrazioni del singolo, ha detto: "È stato molto calmo e divertente. Continuavo a sorridere nello studio! È stato un qualcosa che mi sono sentita onorate di fare, non è stato come compiere un lavoro. Ringrazio molto tutta la squadra che lavora con me, andiamo molto d'accordo insieme." Il video del brano è stato pubblicato a fine giugno 2011. Mostra la cantante e delle sue amiche ballare e guidare un'automobile.

## Tracce
Regno Unito e Irlanda
1. Hush Hush - 3:42
2. Hush Hush (Tom Neville's Turned Up to 11 Remix) - 6:21
3. Hush Hush (Cahill Full On Club Remix) - 7:10
4. Hush Hush (Cahill Full On Dub Remix) - 7:10
5. Hush Hush (Cahill Lounge Remix) - 7:11
6. Hush Hush (Full Intention Club Remix) - 6:10

Australia
1. Hush Hush - 3:42
2. Hush Hush (Cahill Full On Remix Edit) - 3:29
3. Hush Hush (Full Intention Radio Remix) - 4:54
4. Hush Hush (Tom Neville's Turned Up To 11 Radio Remix) - 3:42
5. Hush Hush (Stargate Extended Mix) - 5:20

## Classifiche
| Classifica (2011) | Posizione massima |
| ----------------- | ----------------- |
| Belgio (Friande)  | 55                |
| Irlanda           | 36                |
| Paesi Bassi       | 22                |
| Regno Unito       | 66                |
| Slovacchia        | 91                |